# الوجه الآخر من الروح
الوجه الآخر من الروح (بالإسبانية: La Otra Cara del Alma)‏، (بالإنجليزية: The Other Face of The Soul)‏، هو مسلسل تم إنتاجه في المكسيك. بدأ عرضه في سنة 2012. بلغت عدد حلقاته 130 حلقة، وتبلغ مدة الحلقة الواحدة بين 39-42 دقيقة. وتم بث المسلسل لأول مرة بتاريخ 12 نوفمبر 2012 بينما تم بث آخر حلقة منه بتاريخ 10 مايو 2013.
المسلسل من إنتاج ريتا فوسارو لأزتيكا TV، وهو النسخة الجديدة من مسلسل (El ángel caído) لتليفيزا لعام 1985. ومن بطولة النجمة الفنزويلية الشهيرة غابرييلا سبانيك٬ ويمييزه عودة الممثل المكسيكي إدواردو كابيتييو والممثلة الأمريكية المكسيكية ميشال فيت٬ إلى جانب نخبة من الممثلين اللاتينيين مثل خورخي آلبرتي٬ راميرو هويرتا وكارمن بياتو٬ وفي الجهات العدائية والأدوار الأولى نجد سابي كماليتش، فيرونيكا لانغر وسيرجيو كلينر.

## القصة
آلما هرنانديز كيخانو، على الرغم من أن الجميع يعتقد أنها ملاكا، لطيفة وسخية، إلا أن شرها ليس له حدود وسوف لن تتوقف عند أي شيء لتحقيق أهدافها.
تبدأ القصة عندما يتهم دون كارلوس دي لا فيغا، صاحب مجوهرات دي لا فيغا-كيخانو، خوسيه لويس هرنانديز، ابن شقيق زوجته دونا خوزفينا كيخانو بالاحتيال. أوفيليا ابنة أخ خوزفينا وزوجة خوسيه لويس، تذهب إلى عمتها لطلب المساعدة ولكن جوزفينا لم تساعدها ولا يمكنها التفكير في أي شيء آخر غير إبنتها روكسانا، وهي مريضة جدا والتي لديها القليل من الوقت للعيش. خوسيه لويس وأوفيليا تعرضا لحادث مرور الذي يبقي فقط إبنتهما آلما، والتي تذهب إلى دار للأيتام، في حين أن روكسانا ابنة جوزفينا وكارلوس تحتظر للموت، وتترك إبنتها الشابة دانييلا يتيمة.
بعد مرور عام يصيب جوزفينا شعورا بالذنب لعدم مساعدة ابنة أخيها أوفيليا فتقرر الاعتناء بإبنتها آلما، هو كيف آلما ودانييلا تنمو والأخوات ويجري أحب بالتساوي جوزفينا، ولكن آلما لا تتوقف، لتشعر بالاستياء والكراهية تجاه عمتها الجدة جوزفينا وكارلوس لعدم مساعدة والديها، وذلك بعد التسبب في وفاة عمها الجد كارلوس عندما كان مجرد طفل، لسنوات وقد تم التخطيط الانتقام له ضد جوزفينا ودانييلا.
وتشارك دانييلا إلى أرماندو دي ألبا، وهو صديق الشباب لها ولآلما منذ أن كانوا أطفالا، ولكن أنا لا أتصور دانييلا هو أنه على الرغم من أرماندو يحبها بجنون، هو يخونها مع ابنة عمها آلما، منهم فقط شعرت الرغبة.
شعر مرة أخرى صديق الطفولة روبرتو مونتياغودو أرماندو، دانييلا وآلما. وكان روبرتو دائما في حالة حب مع آلما والآن لم شملهم معها على إستعداد لفعل أي شيء للفوز بحبها دون تخيل أن آلما امرأة ضارة وشريرة التي تهتم فقط بتدمير أسرة دي لا فيغا-كيخانو.

## طاقم العمل

### الأدوار الرئيسية
| الممثل            | الدور                                                 | الوصف |
| ----------------- | ----------------------------------------------------- | --- |
| غابرييلا سبانيك   | آلما هرنانديز كيخانو                                  | البطلة الرئيسية الشريرة، فقدت والديها عندما كانت صغيرة وتخطط للإنتقام وتدمير خوسيفينا، تحب أرماندو، وتقع في الحب مع روبرتو. |
| إدواردو كابيتييو  | روبرتو مونتياغودو                                     | يقع في الحب مع آلما بعد ذلك يكتشف أنها كانت تخدعه.                                                                          |
| ميشيل فيث         | دانييلا دي لا فيغا كيخانو / دانييلا آلدانا دي لا فيغا | خطيبة أرماندو، ابنة خوسيفينا الكبرى، وتقع في الحب مع أرماندو.                                                               |
| خورخي آلبرتي      | أرماندو دي آلبا                                       | يقع في حب آلما، خطيب دانييلا، حبيب دانييلا.                                                                                 |
| سابي كماليتش      | خوسيفينا كيخانو دي لا فيغا                            | زوجة كارلوس. |
| سيرجيو كلاينر     | الأب إرنستو                                           | |
| راميرو هويرتا     | مارغاريتو "المغرور" مالدونادو                         | حليف آلما، قتل لآلما لمعرفته حقيقة والديها.                                                                                 |
| أمارانتا رويز     | نيفيس سيفوينتس                                        | والدة آبيل |
| سيسيليا بيننييرو  | سوفيا دوران                                           | المصممة، ابنة فليسيتاس، والدة ماريانا، تقع في حب آبيل.                                                                      |
| لامبدا غارسيا     | ماركوس فيغورويا                                       | يقع في حب ريميديوس. |
| فيرونيكا لانجر    | فليسيتاس دوران                                        | والدة سوفيا وريميديوس. |
| سيرجيو بونيلا     | آبيل سيفوينتس                                         | ابن كارلوس ونيفيس، عمليخاندرا, يقع في حب سوفيا.                                                                             |
| إزميرالدا أوغالدي | ريميديوس دوران                                        | أخت سوفيا، تقع في حب ماركوس.                                                                                                |
| جيوفاني فلوريدو   | فالينتي سواريز                                        | |
| ميليسا باريرا     | ماريانا دوران                                         | |
| فرناندو سارفاتي   | خواكين دي ألبا                                        | |
| كارمن بيتو        | إلفيرا دي ألبا                                        | |
| خافيير إسكوبار    | فرناندو سواريز                                        | زوج إرنستينا. |
| أدريانا لومينا    | كارلا                                                 | |
| مايتي جيل         | روسي                                                  | |

### الأدوار الثانوية
| الممثل            | الدور                         | الوصف                                                |
| ----------------- | ----------------------------- | ---------------------------------------------------- |
| فيدل غاريغا       | أورلاندو ماسياس               |                                                      |
| فابيان كوريس      | خوسيه لويس هيرنانديز          | والد آلما.                                           |
| أليخاندرا بريسنيو | أوفيليا هرنانديز كيخانو       | والدة آلما.                                          |
| سيتلاتي غاليندو   | روكسانا كيخانو فيغا دي آلداما | والدة دانييلا.                                       |
| بيدرو ميرا        | ديونيسيو آلداما               | والد دانييلا.                                        |
| لويس كارديناس     | كارلوس دي لا فيغا             | زوج خوسيفينا السابق.                                 |
| آنا كارينا غيفارا | إرنستينا دي سواريز            | زوجة فرناندو.                                        |
| أوخينيو مونتيسورو | ماوريسيو دي فيغيروا           | والد ماركوس.                                         |
| إيفا برادو        | لوسيا دي فيغيروا              | والدة ماركوس.                                        |
| بيا واتسون        | أليخاندرا دي لا فيغا          | الإبنة الكبرى لأورلاندو، الابنة الغير شرعية لكارلوس. |
| ليليانا لاغو      | ساشا                          | عشيقة روبرتو.                                        |
| أري فاسكوفيتش     |                               |                                                      |
| كريستال أوريبي    |                               |                                                      |
| فاليريا لوردوغين  |                               |                                                      |
| أدريان روبيو      | خوان روبلس                    | والد ماريانا                                         |
| أوغوستو دي باولو  | سيزار ميراندا                 |                                                      |
| ماريانا كاستيلو   | آنا دوران                     |                                                      |

## روابط خارجية
- الوجه الآخر من الروح على موقع IMDb (الإنجليزية)
- الوجه الآخر من الروح على موقع كينوبويسك (الروسية)
- الوجه الآخر من الروح على موقع قاعدة بيانات الفيلم (الإنجليزية)